# 효성여자대학교
효성여자대학교(曉星女子大學校)는 대구대교구 천주교회유지재단에서 운영하였던 사립대학이다.
1994년 대구가톨릭대학교와 통합하여 대구효성가톨릭대학교로 개편되었으나, 대구가톨릭대학교로 교명을 통일하였다.

## 연혁
- 1952년 효성여자초급대학 설립 인가, 개교
- 1953년 4년제 효성여자대학으로 승격
- 1956년 봉덕동 캠퍼스로 이전
- 1972년 대학원 설립 인가
- 1980년 효성여자대학교가 종합대학으로 승격
- 1994년 대구가톨릭대학교와 통합